# Kloster St. Magdalena (Speyer)

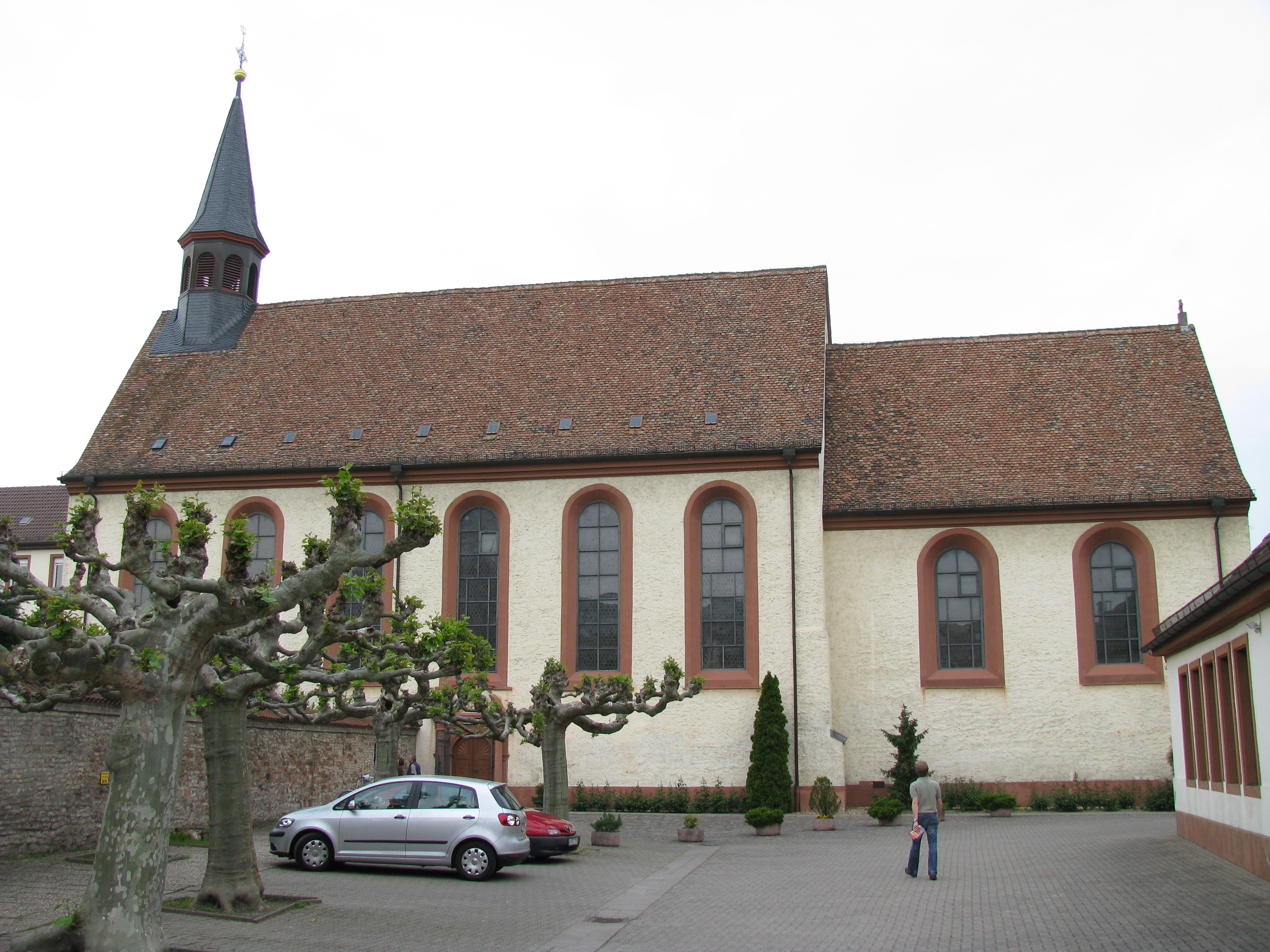
Klosterkirche

Das Kloster St. Magdalena ist ein Kloster der Dominikanerinnen in Speyer.

## Geschichte

### Kloster
Im rechtsrheinischen St. Leon gab es um 1227 eine Gemeinschaft von Reuerinnen, die 1228 nach Speyer umzog. Auf einem gestifteten Grundstück nördlich des Speyerer Doms wurde das Kloster errichtet, wo es sich noch heute befindet. 1304 baten die Reuerinnen um Aufnahme in den Dominikanerorden, was von Papst Benedikt XI. genehmigt wurde. Im Pfälzischen Erbfolgekrieg 1689 brannte das Kloster wie die gesamte Stadt nieder und die Schwestern mussten fliehen. Zehn Jahre später kehrten sie zurück und bauten das Kloster neu auf. In den Kriegen nach der Französischen Revolution mussten die Schwestern zwischen 1792 und 1795 viermal das Kloster verlassen. 1797 konnten sie zurückkehren, doch 1802 wurde das Kloster säkularisiert. Die Dominikanerinnen wurden erneut zum Verlassen des Konvents gezwungen und die Gebäude durch den Staat veräußert. 1807 gelang es ihnen, die Anlage mit finanzieller Hilfe von Verwandten wieder zurückzukaufen. Sie konnten aber nur insgeheim, ohne Ordenskleid, als geistliche Gemeinschaft dort leben.
1811 zog dort ein Freisinger Domherr, Reichsgraf Damian Hugo Philipp von Lehrbach, als Pensionär in eine bescheidene Wohnung im Kloster ein. Unter der Betreuung der Schwestern lebte er hier sehr zurückgezogen und sorgte in geistlichen Angelegenheiten für sie. Von seinem Zimmer ließ er ein Fenster in den Chor der Kirche brechen, so dass er stets auf den Hochaltar bzw. Tabernakel sehen konnte. Eine zeitgenössische Klosterchronik bezeichnet ihn als „großes Beispiel der Frömmigkeit“. Die Klosterkirche St. Magdalena wurde in dieser Zeit das Hauptgotteshaus der Stadt, da sich der Dom in einem ruinösen Zustand befand. Das Bistum Speyer und einen eigenen Bischof gab es nicht mehr, Speyer gehörte bis 1817 zum französischen Großbistum Mainz. Graf Lehrbach schenkte 1815, bei seinem Tod, den Großteil seines Vermögens der Kirche und gilt als besonderer Wohltäter der wiedergegründeten Diözese Speyer. Dem Magdalenenkonvent hinterließ er u. a. einen schönen Messkelch.
1828 wurde das Kloster von König Ludwig I. – die Pfalz gehörte mittlerweile zum Königreich Bayern – offiziell wieder errichtet. Verbunden damit war die Verpflichtung, die katholische Mädchenbildung in Speyer zu übernehmen. Während der Zeit des Nationalsozialismus wurden alle Schulen des Klosters geschlossen. Daraufhin gingen 1937/38 25 der Schwestern nach Peru und Brasilien und eröffneten dort Schulen. In Deutschland mussten mangels Nachwuchs bis 2010 alle Schulen geschlossen bzw. an andere Träger abgegeben werden. Die Gebäude der alten Klosterschule wurden an das Bistum Speyer übertragen. Die Redaktion der Bistumszeitung „der pilger“ zog dort ein und 2012 entstand hier das kirchenmusikalische Zentrum des Bistums.

### Schulen

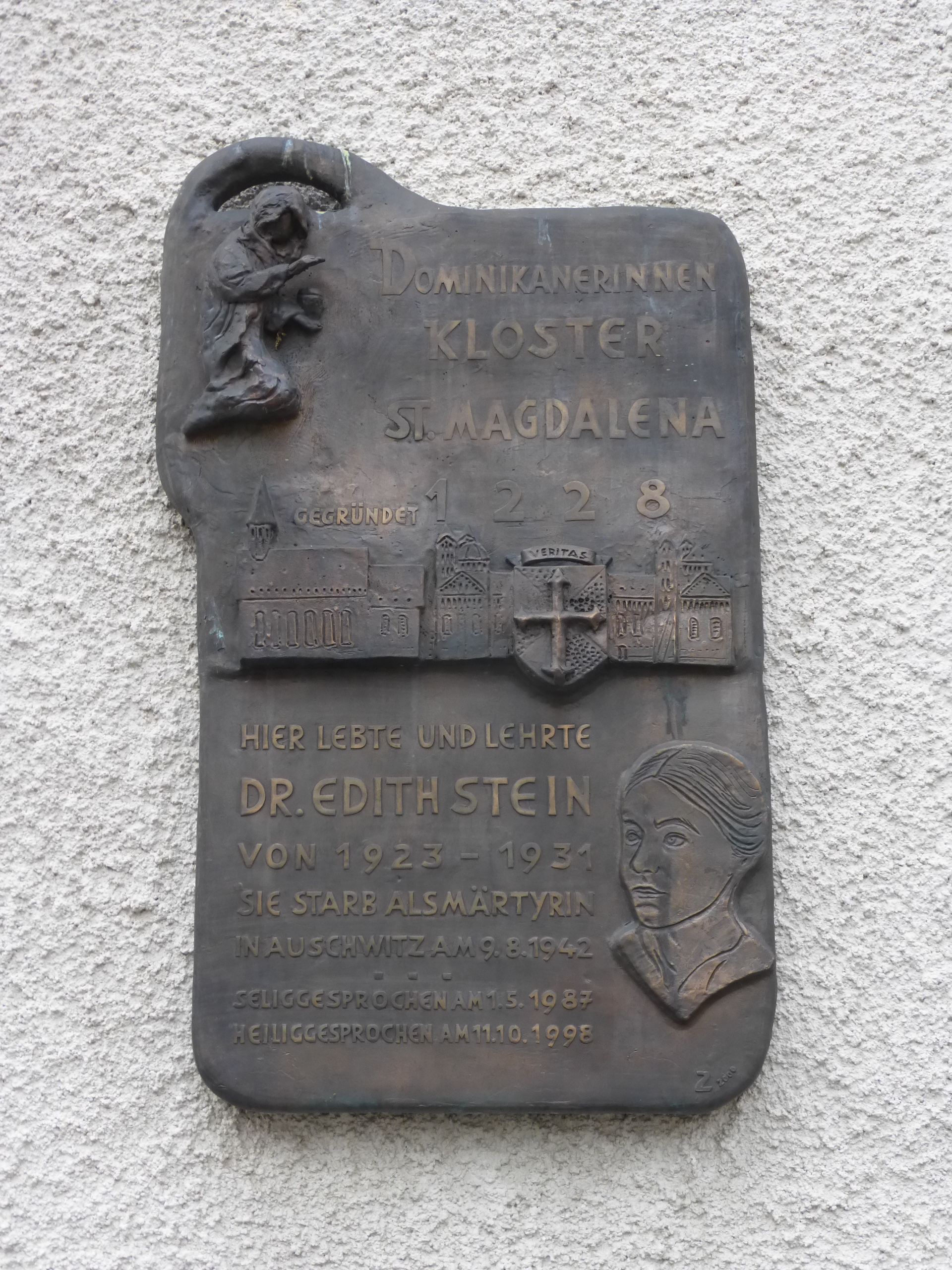
Gedenktafel für Edith Stein in Speyer

Schon im 14. Jahrhundert erzogen die Schwestern Kinder in der Speyerer Vorstadt Hasenpfuhl. Nach der Wiedererrichtung des Klosters wurde 1829 die erste katholische Mädchenschule in Speyer eröffnet. 1881 wurde ein neues Schulgebäude erbaut. Von 1923 bis 1931 war Edith Stein Lehrerin an den Klosterschulen in Speyer. Außerhalb der Stadt waren die Schwestern auch für Schulen in Ludwigshafen am Rhein (heute Geschwister-Scholl-Gymnasium), Mannheim (Mädchenrealschule) und Gemünd (Haushaltungsschule) verantwortlich. 1937/38 wurden alle Klosterschulen von den Nationalsozialisten geschlossen.
Nach dem Zweiten Weltkrieg eröffneten die Schwestern in Speyer unter anderem eine Mädchenvolksschule, eine Realschule (heute Edith-Stein-Gymnasium), mehrere Berufsschulen und eine Fachschule für Sozialwesen, die mangels Nachwuchs im Laufe der Zeit alle geschlossen oder abgegeben wurden. Im August 2013 eröffneten die Dominikanerinnen von St. Magdalena eine Ganztagsgrundschule mit musikalischem Schwerpunkt.

## Klosteranlage

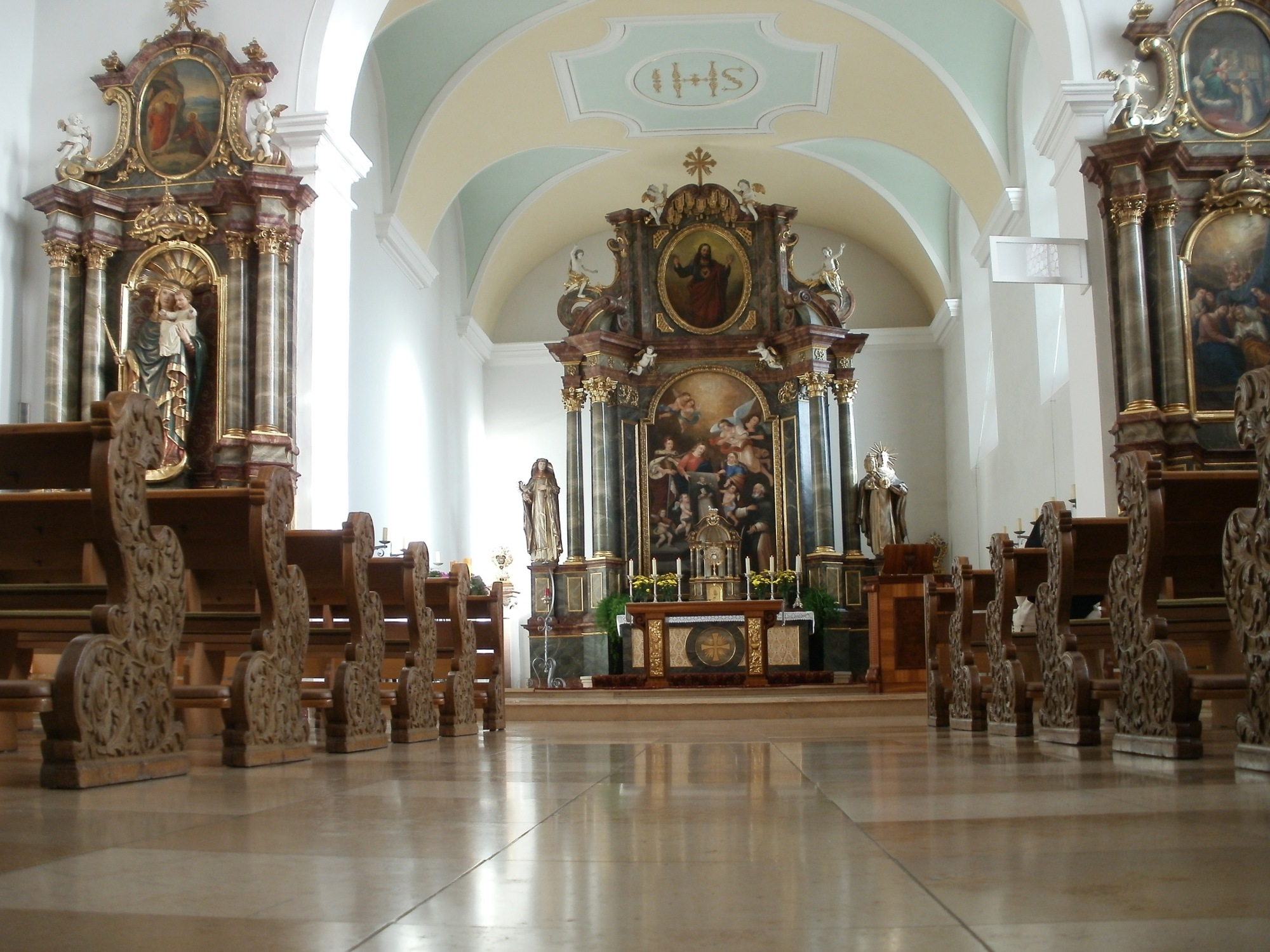
Innenraum der Kirche

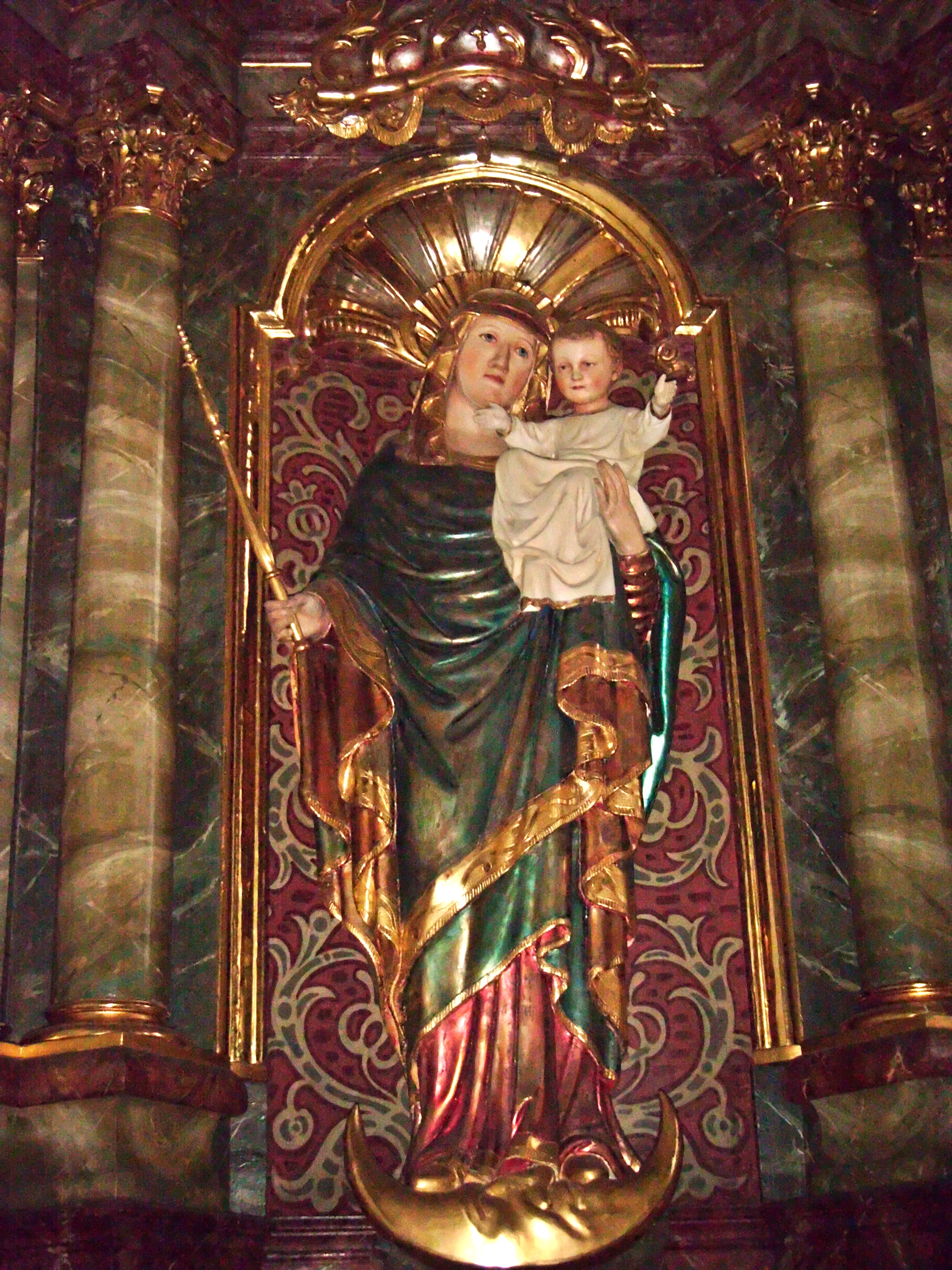
Die von Domscholaster Mirbach gestiftete Kopie des alten Speyerer Gnadenbildes

Der weitläufige Klosterbezirk befindet sich im Nordwesten von Speyer nicht weit entfernt vom südlich gelegenen Dom. Er ist als Denkmalzone im Sinne des rheinland-pfälzischen Denkmalschutzgesetzes eingestuft. Am Eingang steht ein spätgründerzeitlicher Torbau aus dem Jahr 1889. Oben ist ein Wappenrelief angebracht mit der Inschrift „Veritas“, an der Rückseite eine spätbarocke Madonna. In der historischen Stadtmauer sind alte Grabkreuze, meist aus dem 18. Jahrhundert. Das ehemalige Schulhaus stammt von 1832. Der eingeschossige Bau ist mit einem Walmdach gedeckt.
Die Klosterkirche St. Maria Magdalena geht zurück auf das 13. Jahrhundert. Aus dieser Zeit stammen die Mauern des quadratischen Chors mit zwei Ecksäulen und gotischen Kapitellen. Das sechsachsige Langhaus wurde um 1700 erbaut. An der Südseite befindet sich ein barockes Säulenportal. Der Hochaltar und die beiden Seitenaltäre stammen aus dem 18. Jahrhundert.
Auf dem linken Seitenaltar der Kirche befindet sich die Kopie des berühmten Speyerer Gnadenbildes „Patrona Spirensis“, das die französischen Revolutionäre und ihre Helfer, im Januar 1794, bei der Plünderung des Speyerer Domes verbrannten. Der Domherr Karl Joseph von Mirbach (1718–1798) litt unter diesem Verlust so stark, dass er testamentarisch verfügte, der Speyerer Bildhauer Peter Anton Linck (Bruder des kurpfälzischen Hofbildhauers Franz Conrad Linck), möge auf seine Kosten eine genaue Kopie der alten Figur zu fertigen, die später wieder im Dom oder in einer anderen Speyerer Kirche aufgestellt werden solle. Die von Mirbach gestiftete Madonna steht seit 1810 in der Klosterkirche, im Dom befindet sich eine neuzeitliche Figur von 1930.